# 警視庁黒豆コンビ
『警視庁黒豆コンビ』（けいしちょうくろまめコンビ）は、2005年から2007年までテレビ東京・BSジャパン共同制作「水曜ミステリー9」で放送された刑事ドラマシリーズ。全4回。原作は黒川博行。主演は大地康雄。

## キャスト

### 警視庁捜査一課
黒田憲造
演 - 大地康雄
第六係強盗班刑事。通称は「黒さん」。家族は、別れて暮らす妻と娘がいる。最近は、血圧と血糖値の高さを気にしている。普段は標準語で話すが、怒ると博多弁になる。
豆田淳也
演 - 村田雄浩
黒田の後輩刑事。通称は「マメちゃん」。家族は時間に厳しい妻と娘がいて、警察官舎に住む。愛車はアストラワゴン（第2作）。
相沢みつ子
演 - 眞野裕子（第4作）
捜査一課に配属されたばかりの新人刑事。通称は「みっちゃん」。黒田の謹慎中に一時的にコンビを組み、「みつ豆コンビ」と名付けられる。
村橋勝
演 - 深水三章（第1作・第2作）
第六係強盗班係長。
沢居健作
演 - 山田アキラ
刑事。
片岡正治
演 - 伊藤陽佑（第3作・第4作）
刑事。
神谷隆輿
演 - 西岡徳馬（第1作・第4作）
課長。

### ゲスト
第1作「二度のお別れ〜夫の命は一億円〜」（2005年）
- 有川幸雄（城南警察署 刑事） - 内浦純一
- オオムラと名乗る男（強盗犯） - 伊藤洋三郎
- 阿部彰弘（営業課長） - 向井恭介
- 牛島早苗（交通課婦警） - 川越美和
- 鑑識課員 - 遠山俊也
- 垣沼絢子（一郎と庸子の娘） - 中島玲奈
- 金子明美（垣沼の隣人・主婦） - 大島さと子
- 垣沼一郎（鉄工所の経営者） - 松澤一之
- 垣沼庸子（一郎の妻） - 柴田理恵
- 銀行役員 - 森下哲夫

第2作「蒼い霧」（2006年）
- 山城俊男（警視庁捜査一課 課長・ノンキャリア） - 中山仁
- 安藤雄二（遠山建設 開発部長） - 宮内洋
- 片岡悟（東京文化大学 研究員） - 古本新之輔
- 斉藤（刑事） - 由地慶伍
- 高橋菜穂（浅川の助手） - 和鞍さほり
- 中村鈴子（交通課婦警） - 石橋奈美
- 榎本良男（東洋史研究所 所員） - 竜川剛
- 朋子（交通課婦警） - 松見早枝子
- 浅川亮介（東京文化大学国史学科 教授） - 清水綋治
- 植田俊孝（東京文化大学 研究員） - 井田國彦
- 植田美津子（植田の母・区民センターの食堂の従業員） - 長内美那子
- 今村雅子（今村の妻・浅川の娘） - 岡由希子
- 浅川和代（浅川の妻） - 中村万里
- テレビのアナウンサー - 倉野麻里
- 今村浩一郎（東京文化大学 助教授） - 保阪尚希
- 秦野史子（東京文化大学 研究員） - 藤谷美紀
- 加地慳伎、石川洋行、金砺賢児、渡辺火山、木村木

第3作「海に消えた欲望」（2007年）
- 浜口義男（東陽海上保険 社員） - 青山勝
- 富永敏雄（富永造船所 社長） - 山田明郷
- 中村美奈子（静江の娘・看護師） - 作間ゆい
- 藤村正和（船員） - 工藤和馬
- 竹尾真（偽名「佐川晴雄」） - 森岡豊
- 宮本英治（機関士） - 倉田英二
- 浦野孝明（定食屋主人） - 掛田誠
- 大崎卓司（警視庁捜査一課 課長） - 石倉三郎
- 正木嘉一郎（船長） - 石橋蓮司
- 中村静江（定食屋店員） - 大谷直子
- 正木克子（正木の妻） - 左時枝
- 羽田圭子

第4作「虚飾の塔・覗かれたセレブ妻の秘密」（2007年）
- 菅次郎（警視庁鑑識課一班 班長・通称「カンちゃん」） - 山田辰夫
- 島畑慎一郎（島畑記念病院 副院長） - 由地慶伍
- 柴田徳治（タクシー運転手） - エド山口
- 橋口圭一（タクシー運転手） - 斉藤陽一郎
- ツートン青木（ものまねタレント） - ツートン青木（本人役）
- 富子の息子 - 満田伸明
- 徳井（タクシー運転手） - 上素矢輝十郎
- タクシー運転手 - 岡部務
- 原（島畑記念病院 スタッフ） - 神崎智孝
- 警視総監 - 浅沼晋平
- バイク便「ソクハイ」運転手 - 蔀祐太朗
- 富子の孫 - 鈴木福
- コンシェルジェ - 野々村真
- 藤本富子（清掃員） - 沢田雅美
- 赤城信代（定食屋「赤城」女将） - 冨士眞奈美
- 島畑佳苗（島畑の妻・元モデル） - 雛形あきこ（少女期：松元環季）
- 山中賢一、佐藤悟、箭内恵理子、山田貴之、ふじしろ正、相川くるみ、野乃花、小菅結衣

## スタッフ
- 原作 - 黒川博行
- 脚本 - 深沢正樹（第1作、第3作）、坂上かつえ（第2作）、安井国穂（第4作）
- 監督 - 長谷川康
- 殺陣 - 大道寺俊典
- 技術協力 - バル・エンタープライズ、アップサイド、テイクシステムズ、ブル
- 美術協力 - アイ・アール
- 編集・MA - 3one
- プロデュース - 瀧川治水、小椋正樹、南條記良、中津留誠、青木啓二
- 制作 - テレビ東京、BSジャパン、ニューウエーヴ

## 放送日程
| 話数 | 放送日         | サブタイトル                     | 原作                 | 脚本       |
| ---- | -------------- | -------------------------------- | -------------------- | ---------- |
| 1    | 2005年07月13日 | 二度のお別れ〜夫の命は一億円     | 「二度のお別れ」     | 深沢正樹   |
| 2    | 2006年02月01日 | 蒼い霧                           | 「八号古墳に消えて」 | 坂上かつえ |
| 3    | 2007年02月07日 | 海に消えた欲望                   | 「海の稜線」         | 深沢正樹   |
| 4    | 10月10日       | 虚飾の塔・覗かれたセレブ妻の秘密 | 「帰り道は遠かった」 | 安井国穂   |

## 備考
- 大地・村田コンビとしては、1992年公開の映画『ミンボーの女』以来であり、今回も前回同様に2人掛け合いが絶妙である。
- クライマックスシリーズ放送延長のため、2007年10月10日の第4作の放送開始時間が40分繰り下げられた。